# Hahnbach
Hahnbach er en købstad i Landkreis Amberg-Sulzbach i Oberpfalz i den tyske delstat Bayern og administrationsby i Verwaltungsgemeinschaft Hahnbach. Hahnbach ligger ca. 65 km øst for Nürnberg og knap 10 km nordøst for Sulzbach-Rosenberg ved Bundesstraße 14.
Byen ligger i dalen til floden Vils.

## Bydele
Ved områdereformen blev kommunen udvidet til 25 bydele og landsbyer
| - Adlholz - Dürnsricht - Frohnhof - Godlricht - Hahnbach - Höhengau - Iber - Irlbach - Kienlohe - Kötzersricht - Kreuzberg - Kümmersbuch - Laubhof | - Luppersricht - Mausdorf - Mimbach - Mülles - Oberschalkenbach - Ölhof - Pickenricht - Schalkenthan - Süß - Unterschalkenbach - Ursulapoppenricht - Wüstenau |